# 세바스티아노 로시
세바스티아노 로시(이탈리아어: Sebastiano Rossi, 1964년 7월 20일, 에밀리아-로마냐 주 체세나 ~)는 이탈리아의 전직 축구 선수로, 현역 시절 골키퍼로 활약했다.
현역 무대에서 21년 활약한 그는 346번의 세리에 A 경기에 출전했는데, 특히 밀란에서 12년을 보내며 1994년 챔피언스리그 우승을 포함해 12번의 주요 대회 우승을 거두었다.

## 경력

### 체세나
로시는 1979년에 15세였을 때 고향의 체세나에 입단했다. 1982-83 시즌에 그는 폴리로 임대되어 세리에 C1에서 성인 무대 신고식을 치렀지만, 주로 후보로 출전한 이 시즌을 소속 구단의 강등으로 마쳤다.
두 차례 임대를 더 떠난 로시는 1986-87 시즌에 체세나로 복귀해 에밀리아-로마냐 연고 구단의 경기에 단 5경기만을 결장하고 세리에 A 승격을 견인했고, 이어지는 3년동안 체세나가 1부 리그에 머물때 주전 수문장으로 활약했는데, 1989-90 시즌에는 리그 12위의 성적을 거두었다. 그는 1987년 9월 13일에 나폴리와의 안방 경기에서 1부 리그 공식 경기에 처음 출전했다.

### 밀란
로시는 이탈리아 1부 리그에서 단 한 시즌 만에 밀란의 관심을 끌었고, 이후 1990년대를 지배하게 되는 적흑 군단(Rossoneri, 당시 꿈의 선수단(Dream Team)으로도 수식되었다)에 합류했다. 밀란 1년차에 그는 주로 안드레아 파찰리의 후보 골키퍼로 대기했지만, 노장이 이듬해 여름에 볼로냐로 떠나면서 기회를 잡았다.
로시는 이후 프란체스코 안토니올리와 주전 지위를 놓고 경합하다가 붙박이 주전 수문장을 꿰찼고, 마우로 타소티, 프랑코 바레시, 알레산드로 코스타쿠르타, 그리고 파올로 말디니로 구성된 역대 최고의 수비진으로 회자되는 4인방 뒤에 서게 되었다. 그러나 앞에 명시된 수비진과는 대조되게, 로시는 이탈리아 국가대표팀 일원으로 1994년 월드컵에 발탁되지 못했는데, 당시 국가대표팀 감독이었던 아리고 사키가 이미 잔루카 팔리우카, 루카 마르케자니, 그리고 루카 부치 셋을 대회에 기용할 골키퍼로 발탁했기 때문이었다. 사키 감독은 로시를 1994년 말에 국가대표팀 경기를 앞두고 두 번 차출하고, 국가대표팀 경기에 1번도 출전하지 못했으나, 몇몇 평론가는 주전 팔리우카를 대체할 가능성이 높은 선수로 그를 거론했다. 이에도 불구하고, 그는 파비오 카펠로 감독의 지도 하에 성공기를 보냈고, 무패 우승을 비롯해 58경기 무패행진을 벌이고, 작은 방패를 5번이나 거두었으며, 1994년에는 챔피언스리그도 거미쥐었다.
1996년 작은 방패의 주인이 된 밀란은 이후 날개 없는 추락을 거듭했는데, 1997년에는 리그 11위, 1998년에는 10위의 부진한 성적을 거두었고, 로시 또한 기량이 하락해 마시모 타이비와 주전 수문장 자리를 놓고 경합했다. 1998-99 시즌, 밀란은 17차전에서 페널티 킥 득점을 허용하면서 페루자에 0-2로 밀리고 있었다. 나카타 히데토시가 주자로 나서 골망을 흔든 후, 로시가 공을 회수하러 간 나카타의 동료 크리스티안 부키를 뒤에서 가격했다. 로시는 그 결과 퇴장당했고, 경기 후 5경기 출장 징계가 주어졌다.
신입생 옌스 레만(레만은 5경기 출전에 그친 채 구단을 떠났다)과의 경쟁에서 승리한 그는 1998-99 시즌에도 등번호 1번을 달았지만, 로시는 끝내 신예 크리스티안 아비아티에 페루자전을 계기로 자리를 내주게 되었다.

### 페루자와 은퇴
2001-02 시즌 후, 로시는 새 골키퍼를 물색하던 페루자로 이적했다. 그는 소속 구단의 1부 리그 잔류에 어느 정도 기여했고, 로시는 입단 1년 만에 39세로 현역 은퇴를 선언했다.
로시는 산 시로에서 밀란에 11년을 활약한 동료 데메트리오 알베르티니의 헌정 경기 경기에 출전했다. 이후, 그는 구단의 유소년부에서 골키퍼 코치로 근무하기 시작했다.

## 경기 방식
로시는 장신의 위압감 있는 육체적으로 강인한 골키퍼였는데, 자신감이 넘치고 지역 조율에 능했으며, 공을 잡거나 가운데로 공격진에 넘기는 공이나 뜬공을 신체 조건과 골키퍼 능력을 이용해 효율적으로 처리했다. 그는 문전에서 큰 소리로 존재감이 드러났는데, 이는 수비진을 조직하는데 큰 도움이 되었다. 그는 반사신경, 민첩성, 신체적 능력과, 안정적인 위치 선정으로 효율적으로 날아오는 공을 막았고, 덩치가 크고도 운동신경을 발휘해 지면을 빠르게 박차고 골문으로 향하는 골을 막았기 때문에, 손쉽게 페널티 킥 주자들도 막아세울 수 있었다. 로시는 자신의 능력을 장점으로 쓰는 선수이나,
시한폭탄같은 태도, 거만함, 논란의 성질때문에 비판의 대상이 되었고, 몇 차례 카드를 받기도 했으며, 간혹 치명적인 실수를 범해, 신체와 운동신경의 능력을 합쳐 칭찬과 조소의 의미로 "인간 승리"(l'ascensore umano)라는 별명이 붙었다.
발밑 기술이 그리 좋지 않은 골키퍼였기 때문에, 로시는 이를 후방 방어와 골문앞 걷어차기로 보완해 공 배급 능력으로 명성을 날렸고, 골문 앞으로 나갈 때 빠르게 쇄도해 밀란의 지역 방어 체계가 효과적으로 작동하게 만들었고, 수비진을 높게 올릴 수 있었다.

## 기록
로시는 세리에 A 역사상 최장 시간 무실점 기록을 세웠었다. 그는 1993년 12월 12일부터 1994년 2월 27일까지의 11경기에서 포자의 이고르 콜리바노프에게 장거리로 골망이 흔들리기 전까지 929분 연속으로 무실점을 기록했다. 그는 1972-73 시즌에 디노 초프가 세운 기록을 26분 더 늘리며 갈아치웠고, 그의 기록은 이후 잔루이지 부폰이 2016년 3월 20일에 45분 차이로 경신되었다.
로시는 세리에 A 역사상 최장 시간 원정 무실점 기록도 세웠는데, 825분 동안 골문을 틀어막았다.(1993년 11월 7일부터 1994년 3월 27일까지)
로시는 단 11골만 내주어 이탈리아 리그가 1시즌 34경기 체제였던 시기에 밀란의 역대 최저 실점 기록도 세웠다.
밀란 330경기 출전 기록을 세운 그는 밀란 골키퍼 역대 최다 출전 2위로, 380번 출전한 크리스티안 아비아티만이 그보다 더 많은 경기에 출전한 골키퍼이다.

## 경력 통계
| 구단            | 시즌      | 리그      | 리그 | 리그 | 컵   | 컵 | 유럽 | 유럽 | 기타 | 기타 | 합계 | 합계 |
| 구단            | 시즌      | 리그명    | 출장 | 골   | 출장 | 골 | 출장 | 골   | 출장 | 골   | 출장 | 골   |
| --------------- | --------- | --------- | ---- | ---- | ---- | -- | ---- | ---- | ---- | ---- | ---- | ---- |
| 체세나          | 1981–82   | 세리에 A  | 0    | 0    |      |    |      |      |      |      |      |      |
| 체세나          | 1983–84   | 세리에 B  | 0    | 0    |      |    |      |      |      |      |      |      |
| 체세나          | 1986–87   | 세리에 B  | 33   | 0    |      |    |      |      |      |      |      |      |
| 체세나          | 1987–88   | 세리에 A  | 27   | 0    |      |    |      |      |      |      |      |      |
| 체세나          | 1988–89   | 세리에 A  | 33   | 0    |      |    |      |      |      |      |      |      |
| 체세나          | 1989–90   | 세리에 A  | 34   | 0    |      |    |      |      |      |      |      |      |
| 체세나          | 합계      | 합계      | 127  | 0    |      |    |      |      |      |      |      |      |
| 폴리 (임대)     | 1982–83   | 세리에 C1 | 11   | 0    |      |    |      |      |      |      |      |      |
| 엠폴리 (임대)   | 1984–85   | 세리에 B  | 0    | 0    |      |    |      |      |      |      |      |      |
| 론디넬라 (임대) | 1985–86   |           | 28   | 0    |      |    |      |      |      |      |      |      |
| 밀란            | 1990–91   | 세리에 A  | 9    | 0    | 8    | 0  | 1    | 0    | 0    | 0    | 18   | 0    |
| 밀란            | 1991–92   | 세리에 A  | 30   | 0    | 2    | 0  | 0    | 0    | 0    | 0    | 32   | 0    |
| 밀란            | 1992–93   | 세리에 A  | 27   | 0    | 6    | 0  | 6    | 0    | 0    | 0    | 39   | 0    |
| 밀란            | 1993–94   | 세리에 A  | 31   | 0    | 0    | 0  | 13   | 0    | 2    | 0    | 46   | 0    |
| 밀란            | 1994–95   | 세리에 A  | 34   | 0    | 0    | 0  | 13   | 0    | 2    | 0    | 49   | 0    |
| 밀란            | 1995–96   | 세리에 A  | 34   | 0    | 0    | 0  | 0    | 0    | 0    | 0    | 34   | 0    |
| 밀란            | 1996–97   | 세리에 A  | 26   | 0    | 3    | 0  | 6    | 0    | 1    | 0    | 36   | 0    |
| 밀란            | 1997–98   | 세리에 A  | 17   | 0    | 10   | 0  | 0    | 0    | 0    | 0    | 27   | 0    |
| 밀란            | 1998–99   | 세리에 A  | 13   | 0    | 3    | 0  | 0    | 0    | 0    | 0    | 16   | 0    |
| 밀란            | 1999–00   | 세리에 A  | 5    | 0    | 4    | 0  | 0    | 0    | 1    | 0    | 10   | 0    |
| 밀란            | 2000–01   | 세리에 A  | 14   | 0    | 2    | 0  | 1    | 0    | 0    | 0    | 17   | 0    |
| 밀란            | 2001–02   | 세리에 A  | 0    | 0    | 5    | 0  | 1    | 0    | 0    | 0    | 6    | 0    |
| 밀란            | 합계      | 합계      | 240  | 0    | 43   | 0  | 41   | 0    | 6    | 0    | 330  | 0    |
| 페루자          | 2002–03   | 세리에 A  | 12   | 0    |      |    |      |      |      |      |      |      |
| 경력 합계       | 경력 합계 | 경력 합계 | 418  | 0    |      |    |      |      |      |      |      |      |

## 수상
밀란
- 챔피언스리그: 1993–94
- UEFA 슈퍼컵: 1990, 1994
- 인터콘티넨털컵: 1990
- 세리에 A: 1991–92, 1992–93, 1993–94, 1995–96, 1998–99
- 수페르코파 이탈리아나: 1992, 1993, 1994

개인
- 밀란 명예의 전당 헌액[19]

## 참고
1. ↑  참고[2][3][4][5][6][7][8][9]
2. ↑  잔피에로 콤비의 934분 무실점 기록은 1925-26 시즌에 세웠는데, 이는 세리에 A로 개편한 1929-30 시즌 이전의 일이다.[27][28][29]
3. ↑  챔피언스리그, UEFA컵, 그리고 UEFA 슈퍼컵 출전 기록 포함
4. ↑  수페르코파 이탈리아나 및 인터콘티넨털컵 출전 기록 포함